# Raghunathrao

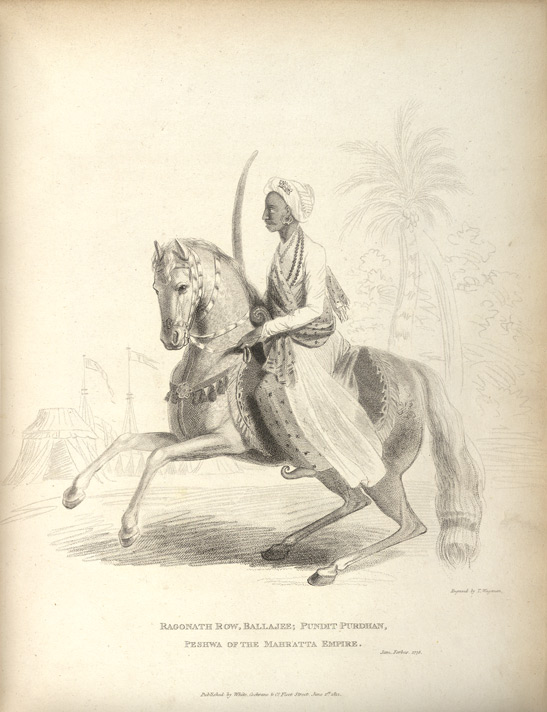
Raghunathrao

Raghunathrao Bhat (ovvero Ragho Ballal o Ragho Bharari) (Mahuli, 18 agosto 1734 – 11 dicembre 1783) è stato il 10° Peshwa dell'Impero Maratha per il breve periodo che va da 1773 al 1774.

## Gioventù
Raghunathrao Bhat (o "Raghoba" o "Raghoba Dada"), era il fratello minore di Nana Saheb Peshwa. Loro padre era il Peshwa Bajirao I e sua madre era Kashibai. Raghunathrao passò gran parte della sua gioventù a Satara.

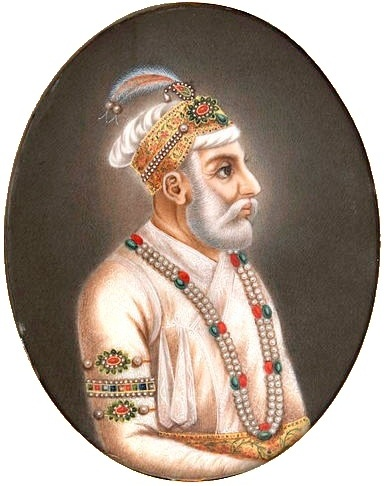
L'Imperatore mughal ʿĀlamgīr II
(miniatura - Victoria and Albert Museum)

## Operazioni di conquista
Nei suoi primi anni, combatté con grande successo nel settentrione dell'India. La sua spedizione del 1753–1755 si concluse con un trattato vantaggioso con i jat. Raghunathrao imprigionò inoltre l'Imperatore mughal Ahmad Shah Bahadur e fece di ʿĀlamgīr II un monarca fantoccio.

## Seconda spedizione nel Nord (1757-1758)
Alla fine del 1756, Ahmad Shah Abdali si preparavqa a invadere l'India e Delhi ancora una volta. Nanasaheb Peshwa, Ragunathrao, Malharrao Holkar e Dattaji Shinde decisero che i Maratha, in quanto protettori dell'Imperatore mughal, avrebbero organizzato un'altra spedizione nel settentrione indiano per bloccare l'invasione afghana che andava prefigurandosi. Nanasaheb Peshwa affidò il comando di questa spedizione a Ragunathrao, e a Malharrao Holkar fu richiesto di asiutare Ragunathrao. Malharrao Holkar lasciò Indore alla fine del 1756 e Ragunathrao lo seguì con il suo esercito dopo poche settimane, nell'ottobre del 1756.
[ . . . .]